# تمثيل ضوئي رباعي الكربون

التمثيل الضوئي رباعي الكربون أو دورة هاش وسلاك هو إحدى طرائق تثبيت ثنائي أكسيد الكربون خلال عملية التمثيل الضوئي في النبات. توجد هذه الطريقة بشكل رئيسي لدى بعض النباتات العشبية التي تعيش في عموما في مناطق حارة وتسمى نباتات ك4. تغطي نباتات الـ ك4 حوالي 20 مليون كم مربع من مساحة الأرض وتعتبر مسكناً لخمس المجتمع الإنساني، وتستغل أعشاب ك4 بكثافة في الزراعة الاستوائية. يوجد هذا النمط من التمثيل الضوئي لدى ما يفوق 8000 نوع نباتي من مغطاة البذور موزعة على (18) فصيلة مختلفة، ولكنها لا تمثل سوى أقل من (1%) من أنواع النباتات الأرضية. تنتمي كثير من نباتات ك4 إلى طائفة أحاديات الفلقة وخاصة الفصيلة النجيلية مثل الذرة والذرة البيضاء وقصب السكر والثمام العصوي والحشيشة الفضية ومن ثنائيات الفلقة تتبع معظم نباتات أسرة السرمقاوات نمط ك4.

## أصل التسمية
سميت بهذا الاسم لأن ثنائي أكسيد الكربون أول ما يندمج في مركب رباعي، ويلاحظ عند هذه النباتات أن ثغورها تبقى مفتوحة خلال النهار وتستخدم أنزيم PEP لامتصاص ثنائي أكسيد الكربون حيث يسمح بامتصاصه بشكل سريع وتسليمه مباشرة إلى أنزيم روبيسكو Rubisco من أجل التمثيل الضوئي في الخلايا الداخلية. ويسمى أيضاً دورة هاتش ـ سلاك (بالإنجليزية: Hatch Slak pathway)‏ نسبة لمكتشفي هذه النوع من التمثيل الضوئي.
يرجع أصل هذه النباتات إلى حوالي ثمانية ملايين سنة لكن السبب الأولي لظهورها لايزال مجهولاً.
طورت نباتات ك4 تأقلما لتقليل من الخسائر التي يسببها التنفس الضوئي، وتستخدم كل هذه النباتات طريقة إضافية لامتصاص ثنائي أكسيد الكربون والتي تشكل جزيئة رباعية الكربون بدلاً من جزيئة ثلاثية الكربون كحلقة ولذلك سميت هذه النباتات ب ك4.
بالمقابل، تسمى النباتات التي لديها حلقة كالفن فقط نباتات ك3.
تمتلك نباتات ك4 آليات تشريحية وكيمياحيوية لزيادة تركيز ثنائي أكسيد الكربون الداخلي في موقع التثبيت وهذا ما يقلل وأحياناً يلغي فقد الكربون بعملية التنفس الضوئي.
نباتات ك4 التي تعيش في البيئات الجافة والحارة لديها كفاءة استعمال عالية جداً للماء لذلك تستطيع أن تزيد حتى مقدار الضعف عملية التمثيل الضوئي لكل غرام من الماء كما في نباتات ك3، لكن الاستقلاب لنباتات ك4 غير فعال في البيئات الباردة أو المظللة.
تدعى بعض نباتات ك4 بنباتات CAM، وهذه النباتات تفصل بين حلقتي ك4 وك3 في الزمان وليس في المكان.
وتمتلك بعض نباتات ك4 تغيرات بنيوية في تشريح أوراقها بحيث يكون مسار ك3 وك4 منفصلين في أجزاء مختلفة من الورقة ويكون أنزيم روبيسكو Rubisco معزولاً حيث يكون مستوى ثنائي أكسيد الكربون عالياً ومستوى الأكسجين منخفضاً.

## مميزات نباتات ك4
1. تكون أسرع في التمثيل الضوئي من نباتات ك3 تحت ظروف شدة ضوئية عالية وحرارة مرتفعة لأن ثنائي أكسيد الكربون يتم إيصاله إلى أنزيم روبيسكو Rubisco ولا يسمح له بالتقاط الأكسجين والقيام بالتنفس الضوئي.

1. نكون هذه النباتات أكثر كفاءة في استخدام الماء لأن أنزيم PEP Carboxylase يأخذ ثنائي أكسيد الكربون بشكل أسرع ولا توجد ضرورة لبقاء الثغور مفتوحة (بالتالي فقد ماء أقل عن طريق النتح)بالنسبة لنفس الكمية من ثنائي أكسيد الكربون المستخدمة في التمثيل الضوئي.

1. تضم نباتات ك4 عدة آلاف من الأنواع النباتية، نذكر منها الذرة الصفراء، العديد من النباتات الحولية المزروع في الصيف، قصب السكر والذرة البيضاء.

يكون توزع نباتات ك4 عالمياً خاضعاً لعاملي الحرارة والهطول المطري، كما يكون ثنائي أكسيد الكربون الجوي عاملاً هاماً للنجاح البيئي لأنواع نباتات ك4، ويعتقد أن توزع نباتات ك4 في جنوب إفريقيا يكون نتيجة التفاعل بين الحرارة والهطول المطري حيث تفضل نباتات ك4 ظروف الحرارة والرطوبة، في حين تسود نباتات ك3 في المناخات الباردة.
في ظروف الحرارة المرتفعة أو الجفاف أو الملوحة أو كمية منخفضة من ثنائي أكسيد الكربون الجوي يكون ثنائي أكسيد الكربون محدوداً في خلايا النبات. عندئذ، يستخدم الأكسجين من قبل النبات وهذا ما يسمى بالتنفس الضوئي، الذي يمثل هدراً لطاقة النبات وهذا ما يحدث في نباتات ك3 حيث أن الأنزيم المثبت لثنائي أكسيد الكربون الجوي له تلاؤم أيضاً مع الأكسجين، عند نباتات ك4 يتثبت ثنائي أكسيد الكربون الجوي بواسطة أنزيم ليس له تلاؤم مع الأكسجين وبذلك يعيق عملية التنفس الضوئي.
الطريق الاستقلابي:
اكتشف الطريق الاستقلابي في نباتات ك4 من قبل M.D.Hatch ,C.R.slack في أستراليا عام 1966 لذلك يدعى أحيانا طريق Hatch-slack

## الخطوة الأولى عند نباتات ك3
خلال تفاعلات التمثيل الضوئي المستقلة عن الضوء هي تثبيت ثنائي أكسيد الكربون بواسطة أنزيم روبيسكو Rubisco على شكل 3-فوسفوغليسيرات. على كل حال، وفقاً للفعالية الثنائية لل Rubisco بشكليه كاربوكسيلاز وأوكسجيناز، فإن كمية المادة التي تتأكسد أكثر من كمية المادة التي تتكربن مسببة بذلك فقداً في المادة واستهلاك الطاقة وفق ما يدعى التنفس الضوئي.
من أجل تجنب عملية التنفس الضوئي فقد طورت نباتات ك4 آلية لزيادة كفاءة تسليم ثنائي أكسيد الكربون لأنزيم روبيسكو Rubisco. لقد استفادت هذه النباتات من البنية التشريحية الخاصة بالورقة حيث توجد الكلوروبلاست ليس فقط في خلايا الميزوفيل في الجزء الخارجي من الأوراق بل أيضاً في خلايا غمد الأوعية.
بدلاً من التثبيت المباشر في حلقة كالفن، يُحوّل ثنائي أكسيد الكربون إلى حمض عضوي رباعي الكربون والذي لديه القدرة على إعادة توليد ثنائي أكسيد الكربون في كلوروبلاست خلايا غمد الأوعية. بعد ذلك تستطيع خلايا غمد الأوعية الناقلة استخدام ثنائي أكسيد الكربون لتكون الكربوهيدرات عبر المسار التقليدي لـِ ك3.
أول خطوة في المسار هي تحويل البيروفات إلى PEP (فوسفو إينول بيروفات) بواسطة أنزيم بيروفات – فوسفات ديكيناز. يتطلب هذا التفاعل فوسفات لاعضوي (معدني) وATP إضافة إلى البيروفات لإعطاء فوسفو إينول بيروفات و AMP (أدينوزين أحادي الفوسفات) و PPi (بيرو فوسفات غير عضوي)كنواتج.
الخطوة التالية هي تثبيت ثنائي أكسيد الكربون بواسطة أنزيم فوسفوإينول بيروفات كاربوكسيلاز. كلاهاتين الخطوتين تحدثان في خلايا الميزوفيل
Pi+ATP→ PEP+AMP+PPi +بيروفات أوكزالوسيتات
PEPCarboxylase+PEP+CO2 →
يمتلك أنزيم فوسفو إينولبيروفات كاربوكسيلاز (KM)أقل لثنائي أكسيد الكربون وتوافق أكبر من روبيسكو Rubisco إضافة إلى ذلك يعتبر الأوكسجين مادة فقيرة جداً لهذا الأنزيم. وبهذا عند التراكيز المنخفضة نسبياً من ثنائي أكسيد الكربون فإن معظم ثنائي أكسيد الكربون يتم تثبيته وفقاً لهذا المسار.
يتحول الناتج عادة إلى مالات (مركب عضوي بسيط) والذي ينتقل إلى خلايا غمد الأوعية المحيطة بعرق الورقة وهو المكان الذي يتم فيه نزع الكربون ليطلق
ثنائي أكسيد الكربون الذي يدخل في حلقة كالفن.ينتج عن عمل الأنزيم (دي كاربوكسيلاز) مركب البيروفات والذي يتم نقله إلى خلية الميزوفيل.
بما أن كل جزيء من ثنائي أكسيد الكربون يجب أن يثبت مرتين فإن مسار ك4 مستهلك للطاقة أكثر من مسار ك3. يتطلب مسار ك3 18 ATP من أجل تركيب جزيء واحد من الغلوكوز بينما يتطلب مسار ك4 30 ATP.
لكن من ناحية أخرى تفقد النباتات المدارية أكثر من نصف الكربون الذي حصلت عليه بالتمثيل الضوئي خلال عملية التنفس الضوئي، ولهذا يعد مسار ك4 هو آلية تكيف لتقليل الفقد.

## أشكال المسار
توجد أشكال أخرى متباينة لهذا المسار فمثلاً:
- يمكن أن يكون الحمض رباعي الكربون المنقول من خلايا الميزوفيل إما مالات كما سبق أو يمكن أن يكون أسبارتات.
- يمكن أن يكون الحمض ثلاثي الكربون المنقول بطريق العودة من خلايا غمد الأوعية إما بيروفات كما سبق أو ألانين.
- يختلف الأنزيم الذي يسرع العملية الكيماوية المسماة نزع الكربون والتي تتم في خلايا الأوعية، حيث أنه في الذرة وقصب السكر يكون أنزيمNADP – ماليك، وفي الدخن فإنه أنزيمNAD – ماليك وفي نبات الدخن الكبير (باللاتينية: Panicum maximum) الأنزيم هو PEP كاربوكسيكيناز.

## البنية التشريحية لورقة نبات ك4
تمتلك نباتات ك4 بنية تشريحية ورقية خاصة ومميزة. تحاط حزمها الوعائية بحلقتين من الخلايا تدعى الحلقة الداخلية خلايا غمد الأوعية والتي تحوي صانعات يخضورية غنية بالنشاء وفقيرة ب granum وبذلك تختلف عن تلك التي في خلايا الميزوفيل والموجودة في الحلقة الخارجية. لهذا السبب تدعى الكلوروبلاست بأنها مزدوجة الهيئة أوالتركيب. هذه البنية التشريحية المميزة تدعى تشريح كرانز.الوظيفة الأولية لهذه الخلايا هي أن تؤمن موقعاً حتى يستطيع ثنائي أكسيد الكربون أن يتركز حول روبيسكو Rubisco وبهذا يقل التنفس الضوئي.من أجل تسهيل المحافظة على تركيز أعلى وهام من ثنائي أكسيد الكربون في خلايا غمد الأوعية مقارنة مع الميزوفيل، فإن الطبقة المحيطة بتشريح كرانز تمتلك ناقلية منخفضة لثنائي أكسيد الكربون، هذه الخاصية يمكن أن تحسن بوجود السوبرين(مادة شمعية). على الرغم من أن معظم نباتات ك4 تبدي البنية التشريحية لكرانز يوجد عدد من الأنواع التي تشغل أوتدير حلقة C4 محدودة من دون أي نسيج متمايز من خلايا غمد الأوعية.
إن نباتات (باللاتينية: Suaeda.aralocapica) و(باللاتينية: Bienertia.sinuspersici) (وكل نباتات الفصيلة الرمرامية (باللاتينية: Chenopodiaceae)) هي نباتات برية أو أرضية تعيش في أماكن جافة وذات إجهاد ملحي في صحارى جنوب شرق آسيا. أظهرت هذه النباتات أنها تدير آليات تجميع لغاز ثنائي أكسيد الكربون باستخدام خلية مفردة.
على الرغم من أن السيتولوجيا (علم الخلايا) عند كلا النوعين يختلف بشكل بسيط فإن القاعدة الأساسية هي وجود حويصلات مملوءة بمادة سائلة وظيفتها تقسيم الخلية إلى مناطق منفصلة وبذلك يمكن أن تبقى الأنزيمات التي تقوم بعملية الكربنة (إضافة الكربون) في السيتوسول منفصلة عن أنزيمات الدي كاربوكسيلاز والروبيسكو في الصانعات اليخضورية وكذلك موانع أو فواصل مكثفة منتشرة في كل الاتجاهات يمكن أن تُنشأ بين الصانعات اليخضورية (التي تحتوي على الروبيسكو) وبين السيتوسول. هذا يُمكّن نموذج خلايا غمد الأوعية ونموذج الميزوفيل من أن يُؤسس داخل خلية مفردة على الرغم من أن هذا العمل يسمح بتشغيل حلقة ك3 محدودة وتكون نسبياُ غير فعالة (ليست ذات كفاءة)عندما يحدث طرح كبير لثنائي أكسيد الكربونمن حول الروبيسكو.